# Kasel-Golzig
Kasel-Golzig is een gemeente in de Duitse deelstaat Brandenburg, en maakt deel uit van het Landkreis Dahme-Spreewald.
Kasel-Golzig telt 671 inwoners.

## Geboren in Kasel-Galzig
- Andreas van Saksen-Coburg en Gotha (1943-2025), hoofd van het voormalige adellijke huis Saksen-Coburg en Gotha